# Carolina Bazán
Carolina Bazán Bañados (Buenos Aires, 13 de marzo de 1980), más conocida como China Bazán, es una cocinera argentina-chilena. Adquirió popularidad al ser parte del jurado del programa El discípulo del chef de Chilevisión

## Biografía
Hija de un diplomático y una banquetera, Carolina Bazán nació en Buenos Aires y se crió entre Santiago, Nueva York y Lima.
A través de su madre, se acercó al mundo de la gastronomía y en 2010 viajó a Francia para formarse con el reconocido chef Grégory Marchand del aclamado restaurante parisino, Frenchie.
En 2017, abrió en Santiago el restaurante Ambrosía Bistro junto a su pareja, la sommelier Rosario Onetto. En 2022, el espacio fue catalogado como uno de los 50 mejores de Latinoamérica en la lista de San Pellegrino.
En 2019 fue la ganadora del premio Best Female Chef 2019 Award, entregado por el reconocido ranking gastronómico «Latin America’s 50 Best Restaurants».
Con motivo del cambio de mando presidencial de 2022, fue la encargada de cocinar para las autoridades invitadas por el entrante presidente Gabriel Boric.
En 2024 comenzó a trabajar, junto a Onetto, en la elaboración de la carta de Mareida, el restaurant chileno en Londres del inversionista indio Prenay Agarwal, el cual abrió en junio de 2025. Ese mismo año fue reconocida como una de las 50 personas chilenas más creativas por la Forbes en su edición local.

## Trayectoria televisiva
En 2021, fue anunciada como la nueva jueza de El discípulo del chef, en reemplazo de Yann Yvin, quien emigró a Canal 13.

## Televisión
Programas
- La divina comida (2021) en Chilevisión.
- El discípulo del chef (2021-2022) en Chilevisión.
- Manos arriba, chef (2022) en Paramount+.